# 多治比浜成
多治比 浜成（たじひ の はまなり）は、奈良時代の貴族。系譜は明らかでない。官位は従五位上・征夷副使。

## 経歴
宝亀9年（778年）遣唐使に随行して来日した唐使・孫興進を唐に送迎するために送唐客使が任命された際、浜成はその判官となり、翌宝亀10年（779年）渡唐する。天応元年（781年）6月に送唐客使一行は帰国して、9月に渡唐の功労に対する叙位が行われ、浜成は従五位下に叙爵した。
翌天応2年（782年）閏正月に氷上川継の乱が発生すると、川継の逃亡に対する措置として、兄弟の多治比三上の後任の左京亮に任ぜられている。同年8月の延暦改元後に行われた任官で、石川真守の後任の式部少輔に遷る。延暦3年（784年）従五位上に昇叙され、翌延暦4年（785年）には右中弁に任ぜられた。
延暦6年（787年）常陸介として地方官に転じると、延暦7年（788年）には紀真人・佐伯葛城・入間広成と共に征東副使に任ぜられ蝦夷征討にあたる。延暦8年（789年）持節征東将軍・紀古佐美がアテルイらに巣伏の戦いで大敗した際の紀古佐美らを叱責する勅において、浜成のみ蝦夷の軍を討ち払い敵地を侵略したとして、他の将たちより優れている旨、評されている。延暦9年（790年）陸奥按察使兼陸奥守、延暦10年（791年）大伴弟麻呂が征夷大使に任ぜられたのに伴って、百済王俊哲・坂上田村麻呂・巨勢野足と共に征夷副使になるなど、引き続き蝦夷征討を担当した。

## 官歴
『六国史』による。
- 時期不詳：従六位下
- 宝亀9年（778年） 12月17日：送唐客使判官
- 時期不詳：正六位上
- 天応元年（781年） 9月2日：従五位下。12月23日：山作司（光仁上皇崩御）
- 天応2年（782年） 閏正月11日：左京亮。8月25日：式部少輔
- 延暦3年（784年） 12月2日：従五位上
- 延暦4年（785年） 8月14日：右中弁
- 延暦6年（787年） 2月25日：常陸介
- 延暦7年（788年） 3月21日：征東副使
- 延暦9年（790年） 3月10日：陸奥按察使兼陸奥守
- 延暦10年（791年） 7月13日：征夷副使